# Du Quoin
Du Quoin település az Amerikai Egyesült Államok Illinois államában, Perry megyében. Lakosainak száma 5827 fő (2020. április 1.).

## Közlekedés
A települést érinti az Amtrak két távolsági vasúti járata is, az Illini és a Saluki.

## Népesség
A település népességének változása:

| 2010 | 6 109 |
| 2020 | 5 827 |